# Parabole
Pour les articles homonymes, voir Parabole (homonymie).

Une parabole représentée par la fonction f(x)=x.

La parabole est une courbe plane, symétrique par rapport à un axe, ayant approximativement la forme d'un U dont les branches s'écarteraient indéfiniment. Cette courbe intervient dans les problèmes les plus élémentaires de mécanique ou de mathématiques. En effet la trajectoire d'un projectile qui n'est soumis qu'à la pesanteur est une parabole, ou encore, en mathématiques, la représentation graphique des polynômes de degré 2 est une parabole.
La parabole peut se définir mathématiquement de plusieurs façons, équivalentes. Le plus souvent, la parabole est définie comme une courbe plane dont chacun des points est situé à égale distance d'un point fixe, le foyer, et d'une droite fixe, la directrice. Mais on peut aussi la définir comme l'intersection d'un plan avec un cône de révolution lorsque le plan est parallèle avec un autre plan tangent à la surface du cône.
Son nom, parabole (juxtaposition, similitude), lui a été donné par Apollonius de Perge, remarquant, dans sa construction, une égalité d'aire entre un rectangle et un carré.
Il s'agit d'un type de courbe algébrique dont les nombreuses propriétés géométriques ont intéressé les mathématiciens dès l'Antiquité et ont reçu des applications techniques variées en optique, télécommunication, etc.

## Section conique
Les paraboles font partie de la famille des coniques, c'est-à-dire des courbes qui s'obtiennent par l'intersection d'un cône de révolution avec un plan ; en l'occurrence, la parabole est obtenue lorsque le plan est parallèle à l'une des génératrices du cône et perpendiculaire à l'autre plan qui contient la même génératrice et l'axe du cône.

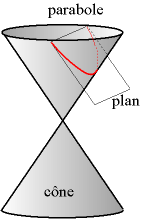
La parabole est l'intersection d'un plan avec un cône de révolution lorsque le plan est parallèle à une des génératrices du cône.

## Directrice, foyer et excentricité

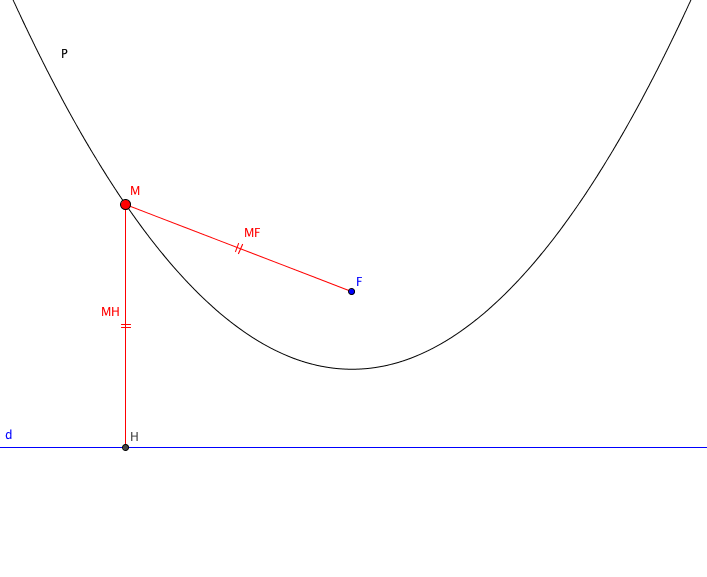
Parabole de droite directrice d et de foyer F.

Soient D une droite et F un point n'appartenant pas à D, et soit {\displaystyle P} le plan contenant la droite D et le point F. On appelle parabole de droite directrice D et de foyer F l'ensemble des points {\displaystyle M} du plan {\displaystyle P} à égale distance du foyer F et de la droite D, c'est-à-dire vérifiant :
{\displaystyle d(M,F)=d(M,D)}
où {\displaystyle d(M,F)} mesure la distance du point M au point F et {\displaystyle d(M,D)} mesure la distance du point M à la droite D. La parabole est une forme de conique dont l'excentricité {\displaystyle e} vaut 1.

## Paramètre

Égalité de l'aire du rectangle bleu de hauteur fixe 2p et du carré rouge dans une parabole.

Dans ses Coniques, Apollonius de Perge exhibe un paramètre permettant de caractériser les points de la parabole à l'aide de l'égalité d'un carré et d'un rectangle de hauteur fixe correspondant au double de ce que l'on nomme actuellement le paramètre p de la conique. Si S est le sommet de la parabole d'axe (S,x), M un point de la parabole, N son projeté sur l'axe de la parabole, alors l'aire du carré de côté MN est égale à l'aire du rectangle de dimensions SN et 2p. Remarquant que, dans le cas de l'hyperbole, l'aire du carré est plus grande que celle du rectangle et que dans le cas de l'ellipse, cette aire est plus petite, c'est lui qui donne le nom à ces trois courbes : parabole (juxtaposition, similitude) dans le cas de l'égalité, hyperbole (appliqué avec excès) dans le cas où le carré est plus grand que le rectangle et ellipse (appliqué avec défaut) dans le cas où le carré est plus petit que le rectangle.

## Équations

### À partir du foyer et de la directrice
Si la parabole est donnée par son foyer F et sa directrice {\displaystyle {\mathcal {D}}}, on appelle K le projeté orthogonal de F sur {\displaystyle {\mathcal {D}}}, on appelle p (paramètre de la parabole) la distance FK et l'on appelle S le milieu de [FK]. Alors, dans le repère orthonormé {\displaystyle (S,{\vec {i}},{\vec {j}})} où {\displaystyle {\vec {j}}} a même direction et sens que {\displaystyle {\overrightarrow {KF}}}, l'équation de la parabole est
{\displaystyle y={\frac {x^{2}}{2p}}}

### À partir de la fonction du second degré
Dans un repère orthonormal, la courbe représentative d'une fonction polynomiale du second degré d'équation
{\displaystyle y=ax^{2}+bx+c}
où a, b et c sont des constantes réelles (a non nul), est une parabole. Dans le cas a = 1, b = c = 0, on obtient une expression simple pour une parabole 
{\displaystyle y=x^{2}}.
Dans le repère orthonormal {\displaystyle (O,{\vec {i}},{\vec {j}})}, le sommet S d'une parabole est le point de coordonnées {\displaystyle \left(-{\tfrac {b}{2a}},-{\tfrac {b^{2}-4ac}{4a}}\right)}. Son axe de symétrie est l'axe {\displaystyle (S{\vec {j}})}.
Dans le repère orthonormal {\displaystyle (S,{\vec {i}},{\vec {j}})}, son équation est  {\displaystyle Y=aX^{2},}Son foyer est le point {\displaystyle F\left(0;{\tfrac {1}{4a}}\right)} et sa directrice est la droite {\displaystyle {\mathcal {D}}} d'équation {\displaystyle Y=-{\frac {1}{4a}}}.
Dans le repère orthonormal {\displaystyle (O,{\vec {i}},{\vec {j}})}, le foyer a donc pour coordonnées {\displaystyle \left(-{\frac {b}{2a}},{\frac {1-\Delta }{4a}}\right)} et la directrice pour équation {\displaystyle y=-{\frac {1+\Delta }{4a}}} où {\displaystyle \Delta =b^{2}-4ac}.

### À partir de l'équation générale
Soit l'équation Ax2 + 2Bxy + Cy2 + 2Dx + 2Ey + F = 0, dans un repère orthonormal. Si B2 - AC = 0 alors cette équation est celle d'une parabole ou de deux droites parallèles.
Réciproquement, si (C) est une parabole, alors elle possède, dans tout repère orthonormal, une équation de la forme précédente.
Soit l'équation Ax2 + Cy2 + 2Dx + 2Ey + F = 0, dans un repère orthonormal. Si AC = 0 avec AE ou DC non nul alors cette équation est celle d'une parabole dont l'axe est parallèle à un des axes du repère.

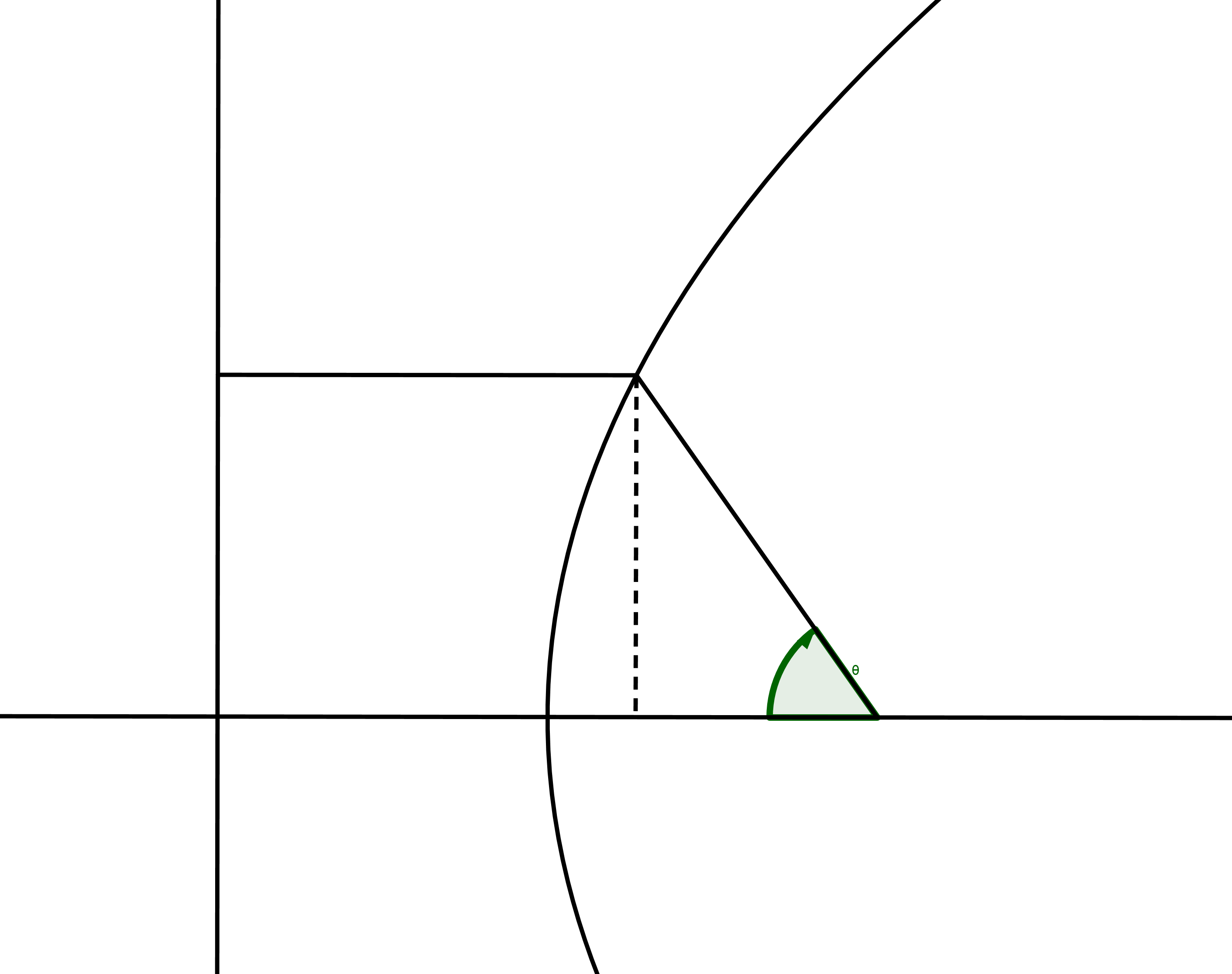
Projection du rayon vecteur sur l'axe.

L'équation {\displaystyle y=ax^{2}+bx+c} ({\displaystyle a\neq 0}) dans un repère quelconque est toujours l'équation d'une parabole. Son axe de symétrie n'est pas parallèle à l'axe des {\displaystyle y} si le repère n'est pas orthogonal.

### Équation polaire
Si l'on prend comme pôle le foyer F de la parabole et comme axe polaire l'axe focal dirigé vers la directrice, par projection sur l'axe, il vient r + r cos (θ) = p.
On en déduit que l'équation polaire de la parabole est {\displaystyle {\overrightarrow {r}}={\overrightarrow {FP}}={\frac {p}{1+\cos(\theta )}}{\vec {e}}_{\theta }} que l'on reconnaît comme un cas particulier de conique d'excentricité e = 1.

### Paramétrisation
Dans le repère cartésien {\displaystyle (S,{\vec {i}},{\vec {j}})} où S est le point situé au milieu du segment constitué du foyer F et de sa projection K sur la directrice et où {\displaystyle {\vec {j}}} est un vecteur unitaire orienté de S vers F, on peut envisager plusieurs paramétrisations de la parabole :
1. Une paramétrisation cartésienne par l'abscisse : {\displaystyle {\overrightarrow {SP}}(x)=x{\vec {i}}+{\frac {x^{2}}{2p}}{\vec {j}}}, pour tout {\displaystyle x\in \mathbb {R} } ;
2. Une paramétrisation cartésienne par l'ordonnée : {\displaystyle {\overrightarrow {SP}}(y)=(\pm {\sqrt {2py}}){\vec {i}}+y{\vec {j}}}, pour tout {\displaystyle y\in \mathbb {R} ^{+}} ;
3. Des paramétrisations cartésiennes dépendant chacune d'un constante arbitraire a > 0 : {\displaystyle {\overrightarrow {SP}}(t)=2pat{\vec {i}}+2pa^{2}t^{2}{\vec {j}}=2pa(t{\vec {i}}+at^{2}{\vec {j}})}, pour tout {\displaystyle t\in \mathbb {R} }.

(Pour a = 1/(2p), on retrouve la paramétrisation par l'abscisse.) Ces paramétrisations sont régulières (c.-à-d. le vecteur dérivé ne s'annule pas). Le vecteur (1 , 2at) dirige alors la tangente au point de paramètre t.

## Quelques propriétés géométriques de la parabole

### Cordes parallèles

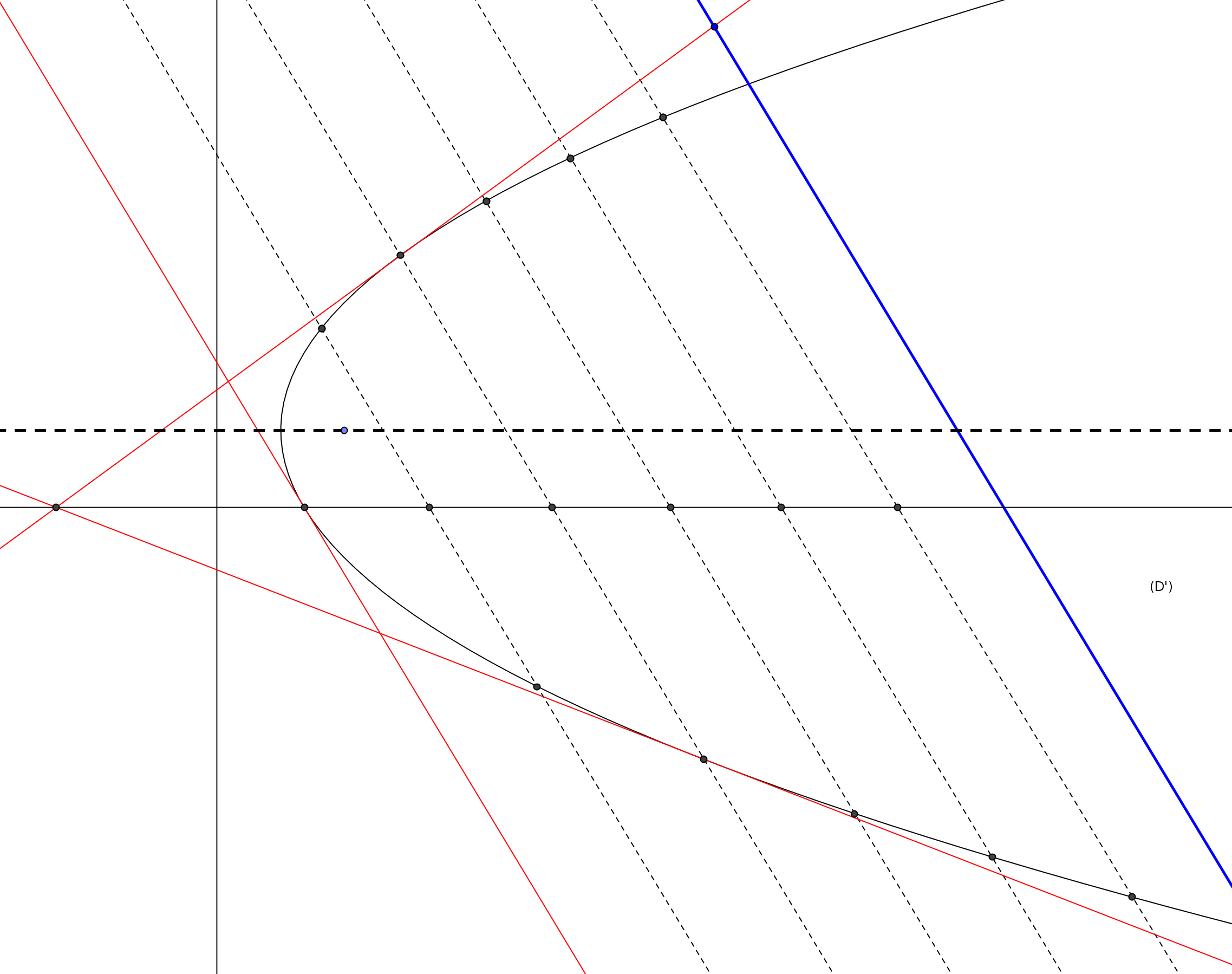
Diamètre de la parabole relatif à la direction D'.

Toutes les cordes de la parabole parallèles à une même droite D' ont leur milieu situé sur une même droite D parallèle à l'axe : c'est un diamètre relatif à la direction D'. Les deux tangentes à la parabole aux extrémités d'une telle corde se coupent en D. La tangente à la parabole parallèle à D' a son point de contact sur D.

### Tangente et bissectrice
Si A est un point sur une parabole définie par un foyer F et une directrice (d), alors la tangente de la parabole en A est la bissectrice intérieure (b) de l'angle formée par F, A et le projeté orthogonal de A sur (d).

Illustration de la propriété en optique.

Cette propriété explique le principe des miroirs paraboliques : l'angle que font les droites (AF) et (b) est égal à l'angle que font les droites (AH) et (b), donc les droites (AH) et (AF) sont symétriques par rapport à la tangente, ainsi que par rapport à la normale à la tangente. En optique, cela signifie qu'un rayon issu de F et frappant A subit une réflexion spéculaire de direction (AH), puisque selon la loi de Snell-Descartes, l'angle d'incidence est égal à l'angle de réflexion. Donc, tous les rayons issus de F sont réfléchis dans la même direction, perpendiculaire à (d).

### Propriété relative à l'orthoptique
Soient M et M' les points d'intersection d'une droite quelconque passant par le foyer de la parabole avec la parabole. 
Les deux tangentes de la parabole passant par M et M' se coupent sur la directrice en formant un angle droit entre elles. De plus, si l'on appelle H et H' les projetés respectifs de M et M' sur la directrice et O le point d'intersection des deux tangentes et de la directrice, alors O est le milieu de [HH'].

Lorsque l'on se déplace le long de sa directrice, la parabole est toujours vue sous un angle droit.
En prenant deux tangentes perpendiculaires pour axes, l'équation prend alors la forme remarquable : {\displaystyle {\sqrt {{x} \over {a}}}+{\sqrt {y \over b}}-1=0}
où (a, 0) et (0, b) sont les nouvelles coordonnées des points de contact.

### Sous-normale constante

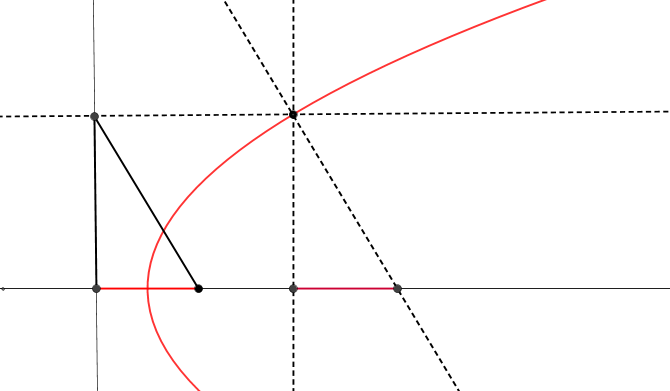
Les triangles sont égaux, leurs bases sont constantes.

D'un point M de la courbe, on mène la normale qui coupe l'axe Δ en N, soit H le projeté orthogonal de M sur Δ. La valeur HN s’appelle la sous-normale. On montre qu'elle admet comme valeur constante p, le paramètre de la parabole.
Démonstration
La pente de la tangente étant {\displaystyle y'=\tan \theta }, le triangle rectangle MHN donne {\displaystyle {\overline {HN}}=PH\times \tan \theta =yy'}.
Or, si l'on dérive par rapport à x l'équation de la parabole y2 – 2px = 0, on obtient précisément yy' = p.

## Applications

### Balistique

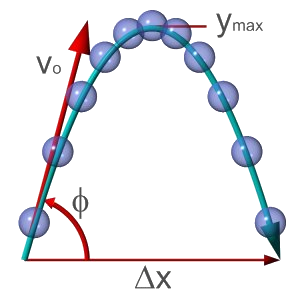
Trajectoire parabolique.

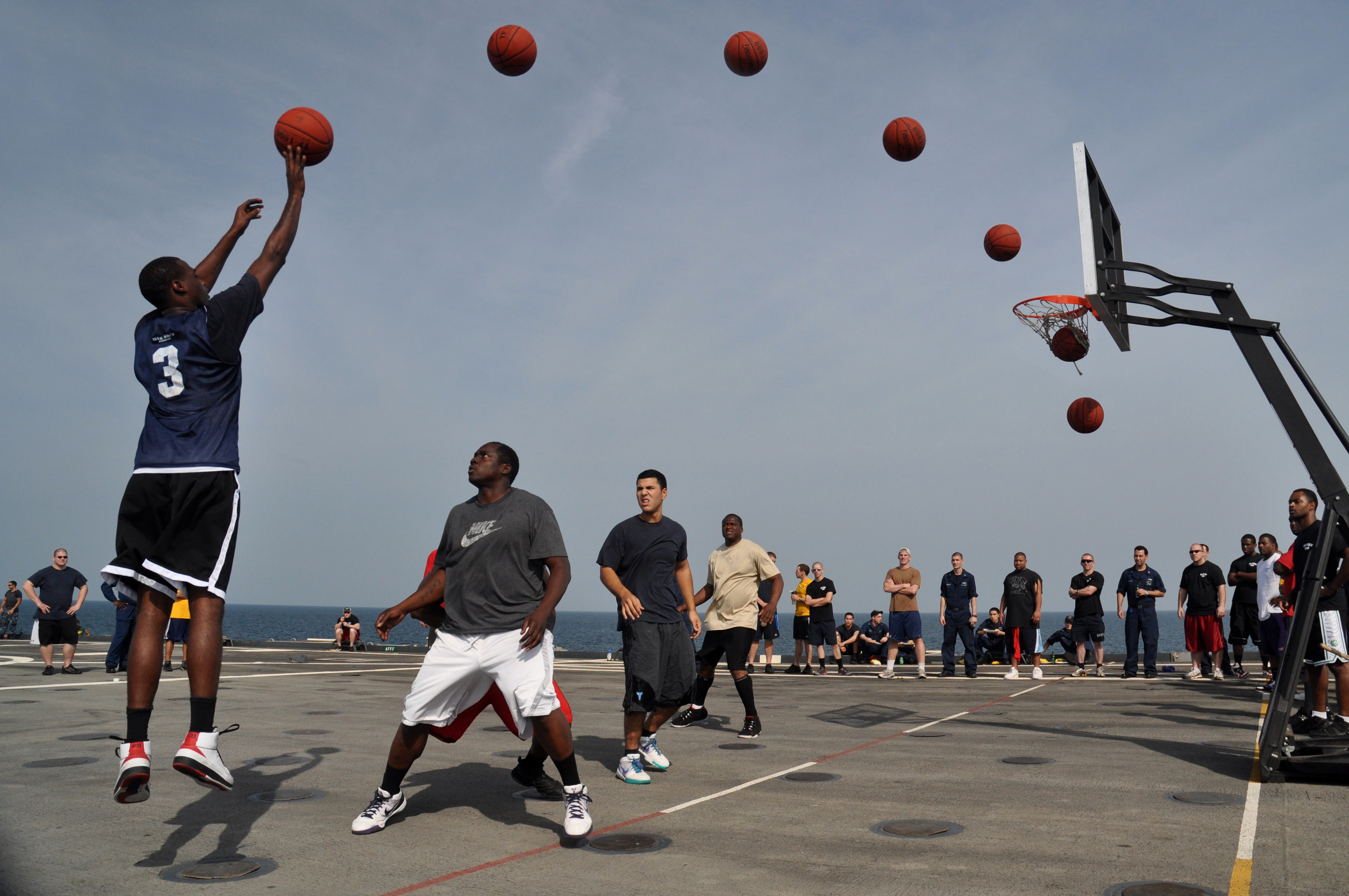
Trajectoire d'une balle de basket.

La parabole est la trajectoire décrite par un objet qu'on lance, si l'on peut négliger la courbure de la Terre, le frottement de l'air (vent, ralentissement de l'objet par sa traînée aérodynamique) et la variation de la gravité avec la hauteur.
Torricelli a démontré en 1640 que l'enveloppe de ces trajectoires est elle-même une parabole : parabole de sûreté.

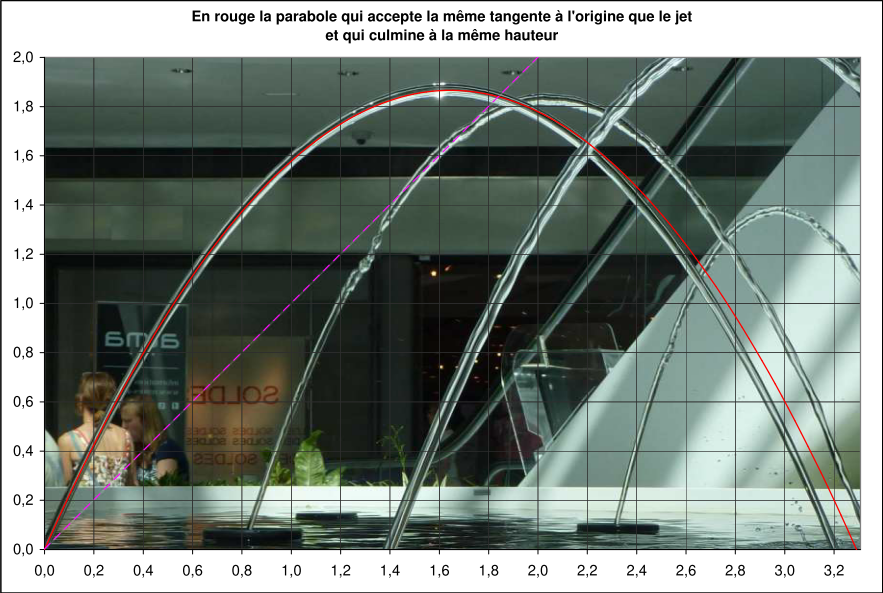
Comparaison de la forme d'un jet d'eau avec la parabole.

Dans la pratique, cependant, la trajectoire d'un objet projeté dans l'air (balle de sport, balle de fusil, obus) est très différente d'une parabole, du fait de la traînée atmosphérique, ce qui complique énormément les calculs des balisticiens. Un cas particulier est la courbe décrite par un jet d'eau (image ci-contre) puisque, si ce jet d'eau est bien régulier, seules des forces de friction atmosphériques freinent les parois du jet (il n'y a pas de traînée de pression) : or la traînée de friction est d'un ordre de grandeur beaucoup plus faible que la traînée de pression (cette traînée de pression étant, par contre, très forte sur les projectiles comme les balles de sport).

### Ondes hertziennes, acoustiques et lumineuses
Par métonymie, une parabole désigne une antenne parabolique. Il s'agit plus exactement d'une application des propriétés de la surface nommée paraboloïde de révolution.

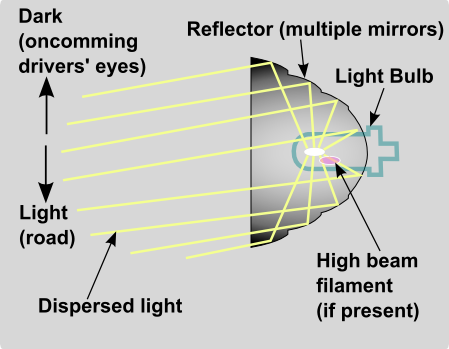
Principe du phare automobile à miroir parabolique.

 Les paraboloïdes permettent de concentrer des ondes ou des rayons en un point, le foyer de la parabole. Cette propriété est utilisée par les antennes paraboliques pour concentrer une onde électromagnétique, par le réflecteur parabolique associé à un microphone pour concentrer des ondes acoustiques, ou encore par certains fours solaires pour concentrer la lumière du soleil.
À l'inverse elles peuvent également diffuser sous forme d'un faisceau cylindrique la lumière produite par une lampe au foyer de la parabole. Cette propriété est exploitée par le projecteur et le phare.
Une portion de cylindre de section parabolique permet, de même, de concentrer la lumière sur une droite, par exemple dans des concentrateurs solaires.

### Littérature
Dans un des livres de Jules Verne De la Terre à la Lune, la parabole est une forme hypothétique de la trajectoire de sa fusée pour atteindre la Lune.